# Cuviera schliebenii
Cuviera schliebenii är en måreväxtart som beskrevs av Bernard Verdcourt. Cuviera schliebenii ingår i släktet Cuviera och familjen måreväxter. IUCN kategoriserar arten globalt som starkt hotad. Inga underarter finns listade i Catalogue of Life.